# Maierdorf
Maierdorf est une ancienne commune autrichienne du district de Südoststeiermark en Styrie.
Le premier janvier 2015, elle fut intégrée à la municipalité de Gnas.